# Kaiserbach (Kainach, Bärnbach)
Der Kaiserbach ist ein rund 1,5 Kilometer langer, linker Nebenfluss der Kainach in der Steiermark.

## Verlauf
Der Kaiserbach entsteht im nördlichen Teil der Stadtgemeinde Bärnbach, im zentralen Teil der Katastralgemeinde Hochtregist und westlich der Rotte Hochtregist. Er fließt im oberen Drittel zuerst relativ gerade nach Süden, ehe er im zweiten Drittel seines Laufes nach Westen abbiegt und relativ gerade weiterfließt und schließlich im unteren Drittel in einen Linksbogen fließt. Insgesamt fließt der Kaiserbach nach Südwesten. Im nördlichen Teil der Katastralgemeinde Bärnbach und nordwestlich des ehemaligen Tagbaues Oberdorf mündet er etwa 250 Meter östlich der L341 in die Kainach, welche kurz danach nach rechts abbiegt.
Auf seinem Lauf nimmt der Kaiserbach von links drei unbenannte Wasserläufe auf.